# Гиоргадзе, Ираклий
Ираклий Гиоргадзе (груз. ირაკლი გიორგაძე, родился 17 декабря 1982 года в Кутаиси) — грузинский регбист, игравший на позиции центрового и крыльевого (винга). Младший брат регбиста Авксентия Гиоргадзе.

## Биография
Воспитанник школы «Тулона». Выступал за «Бургуэн-Жальё», «Дакс» и «Олимпик» из Шамбери, в 2011 году вернулся в Грузию, где играл за «Айю» из Кутаиси. За сборную Грузии провёл 41 матч, набрал 16 очков. Дважды участник Кубков мира 2003 и 2007 годов (по три матча на каждом кубке, очков не набирал).